# Baptist Noel, III visconte Campden
Baptist Noel, III visconte Campden (Exton, 1611 – Exton, 29 ottobre 1682) è stato un politico inglese.

## Biografia
Baptist Noel è nato a Exton Hall, Rutland, figlio di Edward Noel, II visconte di Campden.

## Carriera
Noel succedette ai titoli alla morte di suo padre nel 1643. Fu anche barone Noel di Ridlington e barone Hicks di Ilmington. Fu eletto Cavaliere della Contea per Rutland nel 1640.
Durante la guerra civile era un comandante militare, che si era alzato al grado di generale di brigata.

## Matrimoni

### Primo Matrimonio
Sposò, il 25 dicembre 1632, Lady Anne Feilding (?-24 marzo 1636), figlia di William Feilding, I conte di Denbigh. Ebbero tre figli, tutti morti durante l'infanzia.

### Secondo Matrimonio
Sposò, nel giugno 1636, Ann Lovet (?-1638), figlia di Sir Robert Lovet. Non ebbero figli.

### Terzo Matrimonio
Sposò, il 21 dicembre 1639 a Boughton Malherbe, Hester Wotton (11 gennaio 1615-1655), figlia di Thomas Wotton, II barone Wotton. Ebbero cinque figli:
- Edward Noel, I conte di Gainsborough (27 gennaio 1641-1689)[1];
- Henry Noel, sposò Elizabeth Wale, ebbero una figlia;
- Juliana Noel (4 febbraio 1645/46-14 settembre 1667), sposò William Alington, III barone Alington, ebbero una figlia;
- Elizabeth Noel (1654-30 luglio 1719), sposò Charles Berkeley, II conte di Berkeley, ebbero cinque figli;
- Mary Noel (?-22 agosto 1719), sposò James Compton, III conte di Northampton, ebbero tre figli.

### Quarto Matrimonio
Sposò, il 6 luglio 1655, Lady Elizabeth Bertie (1640-20 luglio 1683), figlia di Montagu Bertie, II conte di Lindsey. Ebbero quattro figli:
- Catherine Noel (10 agosto 1657-24 gennaio 1732), sposò John Manners, I duca di Rutland, ebbero tre figli;
- Baptist Noel (2 novembre 1658-28 luglio 1690), sposò Susannah Fanshaw, ebbero quattro figli;
- John Noel (?-26 settembre 1718), sposò Elizabeth Sherard, ebbero due figli;
- Martha Penelope Noel.

## Morte
Morì nel 1682, fu sepolto nella chiesa di St Peter e St Paul, a Exton. La sua tomba è contrassegnata da una bella lapide in marmo di Grinling Gibbons, risalente al 1685, che mostra il visconte con la sua quarta moglie, Lady Elizabeth Bertie, e le incisioni dei suoi 19 figli.